# Oäkta karettsköldpadda
Oäkta karettsköldpadda eller falsk karettsköldpadda, Caretta caretta, är en havssköldpadda som lever i varmare kustområden. Den är den enda arten i sitt släkte.
Den oäkta karettsköldpaddan kan bli upp till 50 år gammal.

## Utseende
Den oäkta karettsköldpaddan blir mellan 78 och 115 cm lång, även om längder upptill 213 cm har rapporterats (Ferri). Ryggskölden (carapax) är rödbrunt till olivgrönt färgad, medan bukskölden (plastron) är blekgul till ljusbeige. Sköldpaddan väger vanligtvis mellan 75 och 160 kilogram; vikter upp till 450 kilogram har dock konstaterats. Huvudet är stort, ryggskölden har 5 kotplåtar i mitten, och minst 5 par sidoplåtar.

## Utbredning
Arten har två underarter med olika utbredning:
- Caretta caretta caretta med utbredning i Atlanten och Medelhavet från södra Italien över de grekiska öarna Zakynthos, Kefalonia och Kreta, längs Peloponnesos kust till sydvästra Turkiet
- Caretta caretta gigas med utbredning i Indiska oceanen och Stilla havet

Den oäkta karettsköldpaddan har blivit funnen i Norden 4 gånger i modern tid: ett levande exemplar i Göteborgs skärgård 1871, ett dött exemplar strandat strax utanför Sunnfjord i Norge i december 1951, ett medvetslöst exemplar vid Ulvhale på den danska ön Møn i oktober 1971, och ett dött exemplar 6 januari 2022 i Smögen. 

## Föda
Sköldpaddan lever på en varierande animalisk diet som musslor, räkor, havstulpaner, sjögurkor, maneter och tvättsvampar. Den kan undantagsvis även äta sjögräs.

## Fortplantning
Könsmognaden inträder när djuret är 6 till 7 år gammalt. Parningen sker till havs utanför yngelstränderna, upp till 6 gånger per lektid. Alla djuren deltar inte samtidigt i leken. En hona lägger endast ägg vart annat till vart tredje år. Nattetid, efter parningen, kryper honorna upp på stranden och gräver ner mellan 35 och 200 runda ägg. Äggen kläcks efter 50 till 70 dagar, och ungarna, som är omkring 5,5 cm långa, tar sig själva nattetid ner till vattnet.